# Bae Da-bin
Bae Da-bin (* 24. Dezember 1993 in Cheongju) ist eine südkoreanische Schauspielerin. Bekannt wurde sie in Gangnam Beauty, Do You Like Brahms?, Beautiful Voice und Pipeline.

## Leben und Karriere
Bae wurde am 24. Dezember 1993 in Cheongju geboren. Ihr Debüt gab sie 2018 in der Fernsehserie Should We Kiss First?. Danach spielte sie in Beautiful Voice mit. 2018 bekam sie eine Rolle in Gangnam Beauty. Im selben Jahr wurde sie für die Serie Less Than Evil gecastet. Bae trat 2019 in der Serie Arthdal Chronicles auf. Unter anderem war Bae 2021 in der Serie Love Alarm zu sehen. Außerdem spielte sie in Pipeline die Hauptrolle. Ihre nächste Hauptrolle bekam sie 2022 in It's Beautiful Now.

## Filmografie (Auswahl)
Filme
- 2019: Beautiful Voice
- 2021: Pipeline

Serien
- 2018: Should We Kiss First?
- 2018: Queen of Mystery 2
- 2018: Gangnam Beauty
- 2018: Less Than Evil
- 2019: Arthdal Chronicles
- 2020: Do You Like Brahms?
- 2020: More Than Friends
- 2021: Love Alarm
- 2022: It's Beautiful Now
- 2023: Han River Police

## Auszeichnungen

### Gewonnen
- 2022: KBS Drama Awards in der Kategorie „Best Couple Award “[5]

### Nominiert
- 2022: KBS Drama Awards in der Kategorie „Beste Schauspielerin“[6]